# بیگانه: رستاخیز
رستاخیز بیگانه (به انگلیسی: Alien Resurrection) فیلم علمی-تخیلی ترسناک آمریکایی محصول ۱۹۹۷ به کارگردانی ژان-پیر ژونه و نویسندگی جاس ویدون است. در این فیلم که چهارمین قسمت از مجموعه فیلم‌های بیگانه به حساب می‌آید، سیگورنی ویور همانند سه قسمت قبلی به ایفای نقش شخصیت الن ریپلی پرداخته است و وینونا رایدر، ران پرلمن، دن هدایا، جی ای فریمن و براد دوریف نیز در این اثر حضور دارند. داستان این فیلم ۲۰۰ سال پس از قسمت قبلی، بیگانه ۳ (۱۹۹۲)، رخ می‌دهد.
رستاخیز بیگانه اولین نمایش خود را در پاریس در ۶ نوامبر ۱۹۹۷ برگزار کرد و در ۱۲ نوامبر به‌صورت عمومی اکران شد. این فیلم در آمریکا و کانادا ۴۷٫۸ میلیون دلار فروش داشت و کم‌موفق‌ترین فیلم مجموعه بیگانه در این بازار بود. اما در سطح جهانی ۱۶۱ میلیون دلار فروش کرد. نقدهای فیلم ترکیبی بود؛ منتقدان فیلمنامه را نقد کردند اما اجرای ویور و کارگردانی ژونه را تحسین نمودند.
قرار بود دنباله‌ای برای رستاخیز ساخته شود و ویدون فیلمنامه‌ای با محوریت زمین برای بیگانه ۵ نوشته بود. اما سیگورنی ویور به این ایده علاقه‌ای نداشت، هرچند اعلام کرده که برای بازگشت به نقش الن ریپلی آماده است، به شرطی که داستان را دوست داشته باشد. برنامه‌ریزی برای دنباله‌های بیشتر پس از رستاخیز متوقف شد و بعدها پیش‌درآمد پرومتئوس (۲۰۱۲) جایگزین شد.

## داستان
۲۰۰ سال پس از رویدادهای فیلم بیگانه ۳، دانشمندان نظامی در فضاپیمای یواس‌ام آوریگا با استفاده از شبیه‌سازی انسان، کلونی از الن ریپلی به نام ریپلی ۸ ایجاد می‌کنند که از نمونه‌های خونی قبل از مرگ او به دست آمده است. دی‌ان‌ای ملکهٔ زینومورف (بیگانه‌ریخت) با دی‌ان‌ای ریپلی ترکیب شده و باعث شده این کلون با یک رویان در درون خود رشد کند. دانشمندان رویان را از بدن او خارج کرده، آن را پرورش می‌دهند و تخم‌های آن را جمع‌آوری می‌کنند، در حالی که ریپلی ۸ را برای مطالعات بیشتر زنده نگه می‌دارند. به دلیل وجود دی‌ان‌ای زینومورف در بدنش، این کلون دارای قدرت و واکنش‌های افزایش‌یافته، خون اسیدی و یک ارتباط روان‌نگارانه با زینومورف‌ها است که او را نسبت به آن‌ها بیشتر همدل می‌کند تا انسان‌هایی که ملاقات می‌کند. علاوه بر این، حافظه ژنتیکی زینومورف به کلون اجازه می‌دهد برخی از خاطرات ریپلی را حفظ کند.
گروهی از مزدوران شامل الگین، جونر، کریستی، وریس، هیلارد و کال با فضاپیمای خود بتی به آوریگا می‌رسند و چندین انسان ربوده‌شده را در حالت تعلیق تحویل می‌دهند. دانشمندان نظامی از این انسان‌ها به عنوان میزبان زینومورف‌ها استفاده کرده و چندین زینومورف بالغ را برای مطالعه پرورش می‌دهند.
خدمهٔ بتی به زودی با ریپلی ۸ روبه‌رو می‌شوند. آنالی کال نام او را تشخیص داده و سعی می‌کند او را بکشد، زیرا گمان می‌کند که ریپلی ۸ برای ایجاد زینومورف‌ها استفاده می‌شود، اما موجودات از قبل شبیه‌سازی شده‌اند. زینومورف‌های بالغ با کشتن یکی از اعضای خود و استفاده از خون اسیدی برای سوزاندن محفظه‌های خود، از محل نگهداری‌شان فرار می‌کنند. آن‌ها دکتر جاناتان گدیمن را اسیر کرده، به آوریگا آسیب می‌زنند و بیشتر خدمه را که موفق به فرار نمی‌شوند، از جمله ژنرال پرز و الگین، می‌کشند.
دانشمند نظامی، دکتر ورن، فاش می‌کند که دستور پیش‌فرض کشتی در مواقع اضطراری، بازگشت به زمین است. ریپلی ۸، مزدوران، ورن، یک سرباز به نام دی‌استفانو و پورویس (یکی از میزبانان زینومورف بازمانده) تصمیم می‌گیرند به سمت بتی رفته و از آن برای نابودی آوریگا استفاده کنند. در مسیر، ریپلی ۸ آزمایشگاهی را کشف می‌کند که نتایج وحشتناک هفت تلاش ناموفق قبلی برای شبیه‌سازی الن ریپلی را نشان می‌دهد. یکی از بازماندگان از او درخواست می‌کند تا او را بکشد و ریپلی ۸ با تردید درخواستش را می‌پذیرد و سپس آزمایشگاه را می‌سوزاند.
در حالی که گروه از کشتی آسیب‌دیده عبور می‌کنند، از یک آشپزخانهٔ غرق‌شده شنا می‌کنند و دو زینومورف آن‌ها را تعقیب می‌کنند. یکی از آن‌ها کشته می‌شود، در حالی که دیگری هیلارد را می‌رباید. آن‌ها از آشپزخانه خارج می‌شوند و زینومورف بازمی‌گردد و چشمان کریستی را کور می‌کند. کریستی برای کشتن زینومورف فداکاری می‌کند. ورن به گروه خیانت می‌کند و به کال شلیک می‌کند و مشخص می‌شود که کال یک اندروید (انسان‌نما) است. کال با استفاده از توانایی خود برای اتصال به سامانه‌های آوریگا، آن را به سوی زمین هدایت می‌کند تا زینومورف‌ها در برخورد نابود شوند. او مسیر فرار ورن را قطع کرده و زینومورف‌ها را به سوی او می‌فرستد.
ریپلی ۸ توسط یک زینومورف اسیر شده و به لانهٔ آن‌ها برده می‌شود، جایی که گدیمن را زنده و نیمه‌پیله شده می‌بیند. ملکهٔ زینومورف به دلیل آلودگی ژنتیکی با ریپلی ۸، رحم پیدا کرده و یک زینومورف با ویژگی‌های انسانی به دنیا می‌آورد. این دورگه به دلیل ناتوانی در پیوند با ملکه، ریپلی ۸ را به عنوان مادر خود تشخیص داده و ملکه و گدیمن را می‌کشد. ریپلی ۸ از این حواس‌پرتی استفاده کرده و فرار می‌کند و به بتی می‌رسد.
هیبرید تازه متولد شده به بتی می‌رسد و به کال حمله می‌کند و دی‌استفانو را که سعی می‌کند به او کمک کند، می‌کشد. ریپلی ۸ کال را نجات می‌دهد و با استفاده از خون اسیدی خود، سوراخی در یک پنجره ایجاد می‌کند و دورگه را به سمت آن هل می‌دهد. ریپلی ۸ با اندوه می‌بیند که دورگه به دلیل فشار هوا تکه‌تکه می‌شود و به فضا پرتاب می‌شود.
شمارش معکوس آوریگا ادامه دارد و ریپلی ۸، کال، جونر و وریس با بتی فرار می‌کنند. آوریگا با زمین برخورد کرده و انفجار بزرگی ایجاد می‌کند. در حالی که آن‌ها به زمین نگاه می‌کنند، کال از ریپلی ۸ می‌پرسد که قصد دارد چه کار کند. ریپلی ۸ پاسخ می‌دهد: «نمی‌دانم. خودم هم اینجا غریبه‌ام.»

## بازیگران
- سیگورنی ویور در نقش الن ریپلی
- وینونا رایدر
- ران پلرمن
- دن هدایا
- جی ای فریمن
- براد دوریف
- میکائیل وینکات